# 保羅·葛林葛瑞斯
保羅·葛林葛瑞斯，CBE（英語：Paul Greengrass，1955年8月13日—）是一名英國电影導演和编剧。他專門追求描寫真實事件的劇情，個人風格是使用手提式搖晃攝影機的拍攝方式。曾獲得英國電影學院獎最佳導演獎，以及奧斯卡最佳導演提名。

## 生平
保羅的母亲是名教师，父亲是位江河引航员与商船船员，他是英国历史学家 Mark Greengrass 的弟弟。
保羅畢業於英國劍橋大學王后學院。
2012年10月，为表彰他在影视方面的成就，保羅获得金斯顿大学荣誉学位。

## 事业
他最初在1980年代就已經接下執導的工作，當時拍攝的多是電視影集，如《The One That Got Away》，即是根據Chris Ryan書中的波斯灣戰爭時期，SAS的行動故事。
2002年作品《血色星期天》获得柏林影展金熊獎，以及爱尔兰电视电影奖最佳導演和最佳劇本獎。
2004年，他接下了《神鬼認證：神鬼疑雲》（The Bourne Supremacy）的執導工作，該片的續集《神鬼認證：最後通牒》（The Bourne Ultimatum）同樣也由保羅繼續執導，該片也打破了美國影史八月開片票房紀錄。
2006年作品《聯航93》（United 93）是根據911事件中的聯合航空93號班機劫機事件而拍攝的電影。為保羅贏得了英國電影學院獎最佳導演獎，以及奧斯卡最佳導演獎提名。2007年的《神鬼認證：最後通牒》获得第80届奥斯卡金像奖最佳音效剪辑、最佳混音和最佳剪辑三个奖。2013年汤姆·汉克斯主演的海盗电影《菲利普船长》获得第67届英国电影学院奖最佳电影、导演等共计9项提名，以及第86届奥斯卡金像奖最佳影片、改编剧本等六项提名。

## 导演作品

### 電影
- 《起死回生（英语：Resurrected (film)）》（1989）
- 《振翅高飛（英语：The Theory of Flight）》（1998）
- 《血色星期天（英语：Bloody Sunday (film)）》（2002）
- 《神鬼認證：神鬼疑雲》（2004）
- 《聯航93》（2006）
- 《神鬼認證：最後通牒》（2007）
- 《關鍵指令》（2010）
- 《怒海劫》（2013）
- 《神鬼認證：傑森包恩》（2016）
- 《0722：極右挪威》（2018）
- 《讀報人》（2020）
- 《火燒天堂鎮》（2025）

### 電視電影
- 《FBI絕命奇兵（英语：Open Fire (film)）》（1994）
- 《逃跑的那一個人（英语：The One That Got Away (1996 film)）》（1996）
- 《修復（英语：The Fix (1997 film)）》（1997）
- 《The Murder of Stephen Lawrence（英语：The Murder of Stephen Lawrence）》（1999）

## 外部連結
- 保羅·葛林葛瑞斯在互联网电影资料库（IMDb）上的資料（英文）
- 保羅·葛林葛瑞斯在豆瓣上的资料（简体中文）